# Echinoclathria hjorti
Echinoclathria hjorti är en svampdjursart som beskrevs av Arnesen 1932. Echinoclathria hjorti ingår i släktet Echinoclathria och familjen Microcionidae.
Artens utbredningsområde är havet utanför Marocko. Inga underarter finns listade i Catalogue of Life.